# 보니지
보니지(Vonage /ˈvɒnɪdʒ/, 법적 이름 보니지 홀딩스)는 미국의 상장 기업 클라우드 통신 제공 업체이다. 뉴저지주 홈델 타운십에 본사를 두고 있는 이 회사는 VoIP(Voice over Internet Protocol)를 기반으로 하는 주거용 통신 서비스 제공업체로 2001년에 설립되었다.
2020년 현재 보니지는 12억 5천만 달러의 연결 수익을 보고했다. 2013년부터 시작된 일련의 인수를 통해 이전에 소비자 중심 서비스 제공업체였던 보니지는 B2B 시장에서 입지를 확장했다. 보니지의 제품에는 통합 커뮤니케이션, 연락 센터 애플리케이션 및 커뮤니케이션 API가 포함된다. 2021년 11월 Ericsson은 보니지를 62억 달러에 인수하기로 합의했다고 발표했다.

## 역사
Min-X.com은 1998년 Jeff Pulver 의해 VoIP( Voice over IP ) 교환소로 설립됐다. 그는 각각 100만 달러를 투자하고 이사회 멤버로 합류한 Jeffrey A. Citron과 Carlos Bhola를 영입했다. 그런 다음 Citron과 Bhola는 약 1,100만 달러의 추가 자금을 조달하여 회사를 VOIP 서비스 제공업체로 전환했으며 Citron은 CEO로, Bhola는 사장으로 취임했다. 2001년 회사 이름을 보니지 Holdings Corp.로 변경했다. :90이름이 바뀌었을 때 회사는 뉴저지주 에디슨에 있었다. 2005년에는 본사를 뉴저지주 홈델로 이전했다. Pulver는 2002년 회사를 떠나 또 다른 VOIP 벤처를 시작했다.
이 회사는 처음 미국에서 구독 서비스를 제공한 후 2004년 캐나다, 2005년 영국으로 확장했다. 보니지는 2006년 5월 24일에 공개되었다.

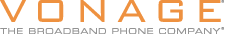
2006년까지 보니지 로고

### 기업 공개
2006년에는 기업 공개를 준비하면서 ADT Security Services의 전 사장인 Michael Snyder가 보니지의 공동 창립자인 Citron을 CEO로 교체했다. Citron은 증권 중개인 또는 딜러와의 관계가 영구적으로 금지되었기 때문에 기업 공개를 주재할 수 없었다. 2007년 두 자릿수 주가 하락과 특허 침해 문제에 직면하여 지속적인 순 손실을 줄이기 위한 명백한 구조 조정 노력의 일환으로 Snyder는 사임했고 Citron은 임시 CEO로 복귀했다. 회사는 2억 1,500만 달러의 자금 조달을 확보하면서 10% 정리 해고 계획을 발표했다.
보니지는 최초 공모 전 기간에 기존 고객 기반에 자사 주식을 제공했다. 일반적으로 은행과 같은 대규모 기관 투자자만 기업 공개 주식을 살 수 있다. 보니지의 최초 공모 는 2006년 5월 24일 뉴욕 증권 거래소에서 주당 $17에 시작되었다. 가격은 12.7% 하락한 $14.85로 마감했는데, 이는 그 시점까지 2006년 기업 공개 중 최악의 거래일이었다. 기업 공개는 회사를 위해 5억 3,100만 달러를 모금했다. 그러나, 손해를 본 기존 고객들은 집단소송을 제기했다. 기업 공개와 그 직후의 여파로 보니지는 a Business 2.0 Magazine의 2006년 비즈니스에서 가장 멍청한 순간 101개 중 14번째를 기록했다. 2009년 보니지는 기업 공개 투자자와 합의에 도달했다. 피고로 지명된 보니지 및 개별 이사 및 임원에 대한 모든 주주 청구는 기각되었다. 합의 금액 360만 달러는 회사의 이사와 임원을 대상으로 하는 보험으로 지불되었다.
기업 공개를 인수한 회사인 Citigroup, UBS 및 Deutsche Bank는 투자자와의 "통신을 적절히 감독하지 못해" 총 $845,000의 벌금을 고객에게 상환하도록 명령 받았다. NYSE 규제 당국은 공매도 가능성을 조사하기까지 했다.

### 인수
2013년부터 보니지는 다음을 포함하여 가정용 전화 공급업체에서 글로벌 비즈니스 클라우드 통신 공급업체로 사업의 초점을 변경하면서 여러 회사를 인수했다.
- 서비스형 소프트웨어 (SaaS) 클라우드 기반 통신 서비스 업체 Vocalocity 1억 3천만 달러에 인수[36]
- 대기업에 UCaaS( Unified Communications as a Service ) 제공 업체 Telesphere, 1억 1,400만 달러에 인수[37]
- 대기업에 UCSaaS 제공 업체 iCore Networks 9,200만 달러에 인수
- 또 다른 UCSaaS 서비스 제공 업체 SimpleSignal 2천 5백만 달러에 인수[38][39]
- 기업용 클라우드 기반 기업 대상 통신 서비스 제공 업체 gUnify 인수(가격은 공개되지 않음).[40][41][42]
- 두 번째로 큰 CPaaS 회사인 Nexmo 2억 5천만 달러에 인수[43]
- WebRTC 프로그래밍 가능한 비디오 제공 업체인 TokBox 3,500만 달러에 인수[44]
- CCaaS(Contact Center as a Service) 제 공업체 NewVoiceMedia, 3억 5천만 달러에 인수[45]
- 기업 커뮤니케이션을 위한 음성 및 대화형 AI 제공업체 Over.ai 인수[46]

### Ericsson의 인수
2021년 11월 22일 보니지가 Ericsson에 인수될 것이라고 발표되었다. 이번 인수는 62억 달러의 현금 구매이며 보니지 주주 승인, 규제 승인 및 기타 관례적 조건에 따라 2022년 상반기에 완료될 것으로 예상된다.
보도 자료에 따르면 인수는 Ericsson이 보니지의 모든 발행주식을 보니지의 종가에 28% 프리미엄인 주당 21달러의 현금 가격으로 인수하는 합병 계약을 통해 수행될 것이다. 2021년 11월 19일 주당 USD 16.37 및 2021년 11월 19일까지 3개월간 거래량 가중 평균 주가에 34%의 프리미엄이 주당 USD 15.71이다.
인수 자금은 Ericsson의 기존 현금 자원을 통해 조달되며, 이는 2021년 9월 30일 총액 기준 SEK 880억, 같은 날짜 순수 자금 기준 SEK 560억이다. Ericsson은 이번 거래가 결합된 제품 포트폴리오의 화이트 라벨링 및 교차 판매를 포함하여 단기적인 수익 시너지 기회를 제공할 것으로 기대한다. Ericsson은 또한 어느 정도 비용 효율성을 달성할 것으로 기대하고 있다.
이후 보니지는 Ericsson의 완전 소유 자회사가 되지만 기존 이름으로 계속 운영되며 Ericsson 계정에서 별도의 부문으로 보고된다. 보니지의 직원은 회사에 남아 있고 보니지 CEO Rory Read는 Ericsson의 경영진에 합류하여 CEO Börje Ekholm 에게 보고한다.

## 특허 침해 소송
2006년 6월 19일 Verizon은 보니지가 VoIP 서비스와 관련된 Verizon의 특허 5건을 침해했다고 주장하는 소송을 제기했다. 특허는 VoIP 사용자와 기존 공중 교환 네트워크에서 전화를 사용하는 사람들 간의 전화 통화 완료, VoIP 발신자 인증, VoIP 발신자 계정 확인, 사기 방지, 향상된 기능 제공, VoIP 서비스가 포함된 Wi-Fi 핸드셋 사용 및 VoIP 발신자 모니터링 기술 등이다.
2007년 보니지는 바이러스성 마케팅 캠페인과 웹사이트 freetocompete.com을 시작하여 보니지, 캠페인, 소송 및 기존 통신 회사와의 경쟁 문제에 대한 언론 보도를 얻었다.
2007년 3월 8일 배심원단은 보니지가 Verizon이 보유한 3개의 특허를 침해할 책임이 있다고 판결했지만 다른 2개의 특허는 침해하지 않았다고 판결했다. 배심원단은 보니지에 대해 5,800만 달러에 대해 평결을 내렸고 보니지 고객에게 Verizon에 판매할 때마다 로열티율 5.5% 지불을 판결했다. 이 배심원의 판결을 받은 후 일련의 항소와 중간 지급 유예가 있었다. 보니지는 또한 법원에서 신규 고객 가입을 중단하라는 명령을 받고 3주 후에 항소했다. 2007년 11월 19일, 보니지는 Verizon에 1억 2천만 달러의 손해 배상금을 지불하기로 합의했다
2007년 12월, 다른 특허 소송에서 스프린트 넥스텔 (Sprint Nextel)에 8 천만 달러 AT & T 사에 3천 9백만 달러 지불 명령을 받았다. 그리고 Nortel과의 또 다른 소송에서는 금전적 손해가 발생하지 않았다.

## 2009년 고객 서비스 결제
2009년 11월 보니지는 32개 주와 자발적 준수(AVC) 보증에 동의했다. 합의는 "무료" 서비스, 환불 보장 및 평가판 기간과 관련된 광고와 함께 가용성 및 비용에 대한 혼란을 포함하여 보니지 서비스의 마케팅에 대한 불만에 대한 조사에 따라 이루어졌다. 소비자 보호 계약은 또한 일부 소비자가 보니지 서비스를 취소할 수 없다는 불만을 해결했다. 합의에서 보니지는 7개 조사 주에 비용 300만 달러를 지불하고, 2004년 1월부터 청구인에게 환불을 제공하고, 광고 및 고객 유지와 관련된 여러 비즈니스 관행을 변경하는데 동의했다.

## 서비스
보니지는 중소기업, 중간 시장 기업 및 기업을 포함한 일반 고객 및 기업을 위한 클라우드 통신 및 통화 요금제를 제공한다.

### 기업 서비스
보니지는 음성을 플랫폼으로 사용하여 화상 회의, 음성 메일 기록 및 데스크탑 공유와 같은 통신 서비스를 통합하는 비즈니스를 위한 두 가지 통합 커뮤니케이션 플랫폼을 제공한다. 클라우드 커뮤니케이션 서비스를 통해 비즈니스 고객 은 미들웨어 기술을 통해 다양한 비즈니스 애플리케이션 및 CRM(고객 관계 관리) 도구와 연결할 수 있다. 일상적인 작업에서 대량의 음성, 비디오 및 데이터 통신에 의존하는 비즈니스 고객을 위해 보니지는 자체 사설 MPLS(Multi-Protocol Label Switching ) 네트워크와 SD-WAN(Software Defined Area Network) 제품을 통해 서비스 품질을 제공한다.

### 일반 고객 서비스
일반 고객 서비스는 케이블 인터넷 서비스 또는 DSL과 같은 광대역 인터넷 연결을 통해 VoIP (Voice over Internet Protocol)를 사용하는 가정 전화 요금제를 제공한다. 보니지 집 전화 주거 서비스의 기능에는 음성 메일 전사가 포함된다. 411 호출; 거는 사람 확인; 통화 대기; 방해 금지; 인터넷 연결이 끊긴 경우 모든 통화를 휴대폰으로 전달하는 네트워크 가용성 기능. 보니지의 많은 주거용 제품은 국제 전화 요금제를 제공한다.

### 서비스 요구 사항
보니지 고객은 인터넷 서비스 공급자 (ISP)를 통해 케이블 인터넷 서비스 또는 DSL과 같은 광대역 인터넷 연결이 있어야 한다. 구독을 시작하려면 고객은 서비스 국가의 청구서 수신 및 배송 주소를 제공해야 한다. 보니지는 고객이 제공한 표준 아날로그 전화를 인터넷 및 보니지 서비스에 연결 하는 아날로그 전화 어댑터를 제공한다.
미국, 캐나다 및 영국 거주자는 해당 국가의 신용 카드로 보니지에 가입할 수 있지만 보니지 어댑터는 어디서나 인터넷에 연결할 수 있다.
보니지는 영국, 캐나다, 미국에서 한 달에 몇 천 분으로 Vonage-to-phone call을 제한하는 다른 국가의 "공정한 사용" 정책을 가지고 있지만 사용은 일반적으로 "무제한"이라고 한다. 증거에 따르면 통화 시간은 3시간 56분으로 제한되어 있다.

### 전화번호 가용성
가입자는 자신이 선택한 지역 코드에서 기본 회선에 대해 가입한 서비스 국가의 번호를 선택할 수 있다. 가입자는 월 요금으로 추가 "가상 번호"를 얻을 수 있다. 보니지는 멕시코, 캐나다 및 유럽에서도 가상 번호를 제공한다. 이 회사는 FCC의 LNP(현지 번호 이동성)를 통해 미국 전화 번호 이식을 지원하지만 모든 전화 번호를 모든 지역 코드에서 사용할 수 있는 것은 아니다. 또한 고객은 기존 번호를 보니지로 이전할 수 있으며, 이는 고객이 NTA(번호 이전 승인)를 완료한 후 영업일 기준 최대 7~10일이 소요될 수 있다.

### 긴급 전화
보니지는 2003년 처음으로 VoIP 플랫폼에서 911 서비스를 제공했다. 911 위치 서비스가 작동하려면 가입자는 회사에 전체 주소를 등록하여 911 호출 기능을 활성화해야 한다. 고객은 항상 자신의 911 위치 정보를 유지할 책임이 있다.
911 확인이 완료되기 전에 고객이 911에 전화를 거는 경우, 전화는 일반적으로 기본 정보(이름, 위치, 비상 상황 등)를 제공해야 하는 전국 911 콜 센터로 연결되며, 그 후 지역 경찰서와 같은 지역 공공 서비스 응답 지점으로 연결된다.

### 서비스 품질 및 장비 호환성
VoIP 서비스는 일관된 광대역 ISP 가동 시간 및 ISP 모뎀과의 VoIP 장비 호환성에 의존한다. VoIP는 처음에 음성에 최적화되었지만 일부 팩스 장비는 VoIP를 통해 작동할 수 있다. 하지만 모니터링되는 경보 시스템 및 기타 장치의 호환성은 확실하지 않다. 보니지는 "특별히 위임된" 팩스 회선 서비스를 제공한다. 보니지는 고객이 가정용 알람 시스템 전용의 기본적인 기존 유선 전화를 유지하고 나머지 통화 요구에 보니지를 사용할 것을 권장한다.
보니지는 RTP를 통해 오디오를 전송 하고 SIP를 통해 신호를 보내는 Voice over IP를 구현한다.

## 같이 보기
- 클레프만 v. 보나지 홀딩스
- VoIP 회사 목록